# Реальные пацаны против зомби
«Реальные пацаны против зомби» — российская художественная зомби-комедия 2020 года режиссёра Жанны Кадниковой. Не является продолжением сериала и показывает только альтернативное развитие событий. Главные роли в фильме сыграли Николай Наумов, Зоя Бербер, Владимир Селиванов.

## Сюжет
Действие фильма происходит в Перми, где вырывается на свободу коми-пермяцкий вирус, превращающий людей в зомби. 
Герои «Реальных пацанов» научились жить в новых условиях, но всё меняется, когда зомби кусает Леру.

## В ролях
Главные роли
- Николай Наумов — Колян Наумов
- Зоя Бербер — Лера Наумова
- Владимир Селиванов — Вован Селиванов
- Максим Тихонов — Вася Волков («Шакал»)
- Игорь Ознобихин — Игорь Сергеевич Ознобихин
- Алексей Базанов — Алексей Робертович Базанов
- Валентина Мазунина — Валя Селиванова
- Мария Шекунова — Машка Тляшева
- Станислав Тляшев — Эдик Тляшев
- Сергей Ершов — Сергей Иванович Оборин
- Марина Федункив — Марина Бежанян
- Армен Бежанян — Армен Бежанян

Второстепенные роли
- Геннадий Масленников — Гена Масленников
- Любовь Рудометова — Вика Андрюшина
- Дмитрий Красильников — Андрей Андрюшин (Андрюша)
- Валентина Лаптева — Валентина Николаевна Базанова
- Николай Желнин — Николай Селиванов
- Сергей Кузнецов — Бояринцев («Бояра»)
- Яков Тихомиров — Валера Фитилёв («Фитиль»)

## Релиз и оценки
3 ноября 2020 года был опубликован тизер фильма. Премьера состоялась 17 декабря 2020 года.
Рецензент «Фильм.ру» охарактеризовал картину как «полуторачасовой мем», «рвотно-кровавую пастораль, упивающуюся региональным бытом, но не пытающуюся осмыслить большинство его особенностей». По сравнению с сериалом «Реальные пацаны» в фильме, по мнению критика, стало больше «пессимизма, неприкрытого признания в брошенности и даже презрении со стороны далёкой столицы».
Обозреватель «Киноафиши» не увидел в фильме заметные отличия от сериала. «„Реальные пацаны против зомби“ сложно воспринимать как фильм и еще сложнее смотреть в кинотеатре, — пишет он. — Такой формат моментально подсвечивает все недостатки в виде довольно примитивного юмора, больше похожего на экранизацию цитат из мужицких пабликов, плохого технического исполнения и плоских персонажей».
С точки зрения рецензента «Пермь.ру» «Реальные пацана против зомби» — «самый добрый фильм про апокалипсис».